# Klimaks
Klimaks – końcowe, stabilne stadium rozwojowe biocenozy (zobacz sukcesja ekologiczna). Stan końcowy rozwoju biocenozy uwarunkowany jest lokalnym klimatem.
Klimaks to końcowe, stabilne stadium rozwoju roślinności i gleby, osiągające równowagę produkcji, dekompozycji i liczby gatunków, zdolne do regeneracji po zaburzeniu.
Koncepcja "klimaksu" dość dobrze pasuje do pojęcia ekosystemu, ale zastosowana do biocenozy może prowadzić do sprzeczności. Ekosystem i biocenoza to różne próby opisania tej samej przyrodniczej rzeczywistości, próby opisania biosfery, w obu pojęciach nacisk jest położony na inne aspekty funkcjonowania układów ekologicznych. Ekosystem to podejście bardziej funkcjonalne i procesowe, biocenoza to podejście bardziej „taksonomiczne” i quasi-organizmalne (biocenoza jako superorganizm dobrze wyodrębniający się ze środowiska).
W klasycznym modelu sukcesji, stadium klimaksu w szeregu sukcesyjnym jest ostateczną, czyli stabilną biocenozą. Jest układem samopodtrzymującym się i znajdującym się w stanie równowagi ze środowiskiem abiotycznym i biotycznym. Istnieją trzy teoretyczne podejścia (modele, szkoły) związane z koncepcją stanu klimaksu: monoklimaksu, poliklimaksu oraz układu klimaksowego.
Biocenoza klimaksowa jest pojęciem abstrakcyjnym ale w rzeczywistości rzadko występuje z powodu ciągłych fluktuacji klimatu (fluktuacja w skali kilkuletniej, w skali dziesięcioleci, stuleci oraz tysiącleci). Klimat danego rejonu ma ogólny wpływ na roślinność, ale w obrębie dużych stref klimatycznych szata roślinna jest ona zróżnicowana w wyniku oddziaływania gleby, rzeźby terenu i zwierząt (roślinożerność, wydeptywanie itd.), co prowadzi do wielu różnych układów klimaksowych. Tempo zmian w biocenozie jest duże we wczesnych stadiach sukcesji, ale maleje w miarę zbliżania się do stadium klimaksu.

## Monoklimaks
Monoklimaks to wyidealizowane, końcowe stadium rozwojowe biocenozy zdeterminowane przez warunki klimatyczne. Hipoteza monoklimaksu głosiła, że dla danego regionu istnieje tylko jeden, przewidywalny punkt końcowy i, jeśli jest odpowiednio dużo czasu, wszystkie biocenozy będą zmierzać do klimaksu uwarunkowanego klimatem (klimaks klimatyczny). Hipoteza ta została zastąpiona przez koncepcję układu klimaksowego, która mówi, że istnieje ciągła sekwencja różnych klimaksów, zróżnicowanych wzdłuż gradientów środowiskowych określonych przez wilgotność gleby, związki biogenne, roślinożerców, pożary lub inne czynniki.
Teorię monoklimaksu stworzył na początku XX wieku Amerykanin F. E. Clements. Według teorii monoklimaksu, każdemu rejonowi geograficznemu odpowiada tylko jedna biocenoza klimaksowa, do której dążą w swoim rozwoju wszystkie biocenozy. Jeśli tylko jest dość czasu i nie ma zewnętrznych zakłóceń, powstanie i będzie stabilna klimaksowa roślinność tego samego typu, niezależnie od warunków początkowych w danym miejscu. Clements uważał, że czynnikiem kształtującym roślinność jest klimat i że klimaks w danym rejonie jest wyłącznie funkcją klimatu tam panującego. Konstatacje dotyczące roślinności rozszerzane były na całą biocenozę. Liczne badania terenowe wykazały, że w danym rejonie istnieją biocenozy, które nie są klimaksowe, ale najwyraźniej znajdują się w stanie równowagi. Biocenozy te są kształtowane przez czynniki topograficzne, edaficzne (glebę) oraz biotyczne (oddziaływania międzygatunkowe).
Późniejsze badania wykazały, że w warunkach naturalnych biocenozy nie dochodzą do takiego ideału jakim jest *monoklimaks, dlatego wprowadzono pojęcia:
- subklimaks – klimaks niedoskonały, przedostatnie stadium rozwoju biocenozy,
- dysklimaks (subklimaks antropogeniczny) – biocenoza zastępująca klimaks na skutek zaburzeń środowiskowych, np. intensywny wypas może przekształcić step (klimaks) w półpustynię, gospodarka rolna pierwotny las mieszany może przekształcić w agrocenozę przypominającą warunki stepowe, wypas bydła utrzymuje łąki w dolinach rzecznych w miejscu klimaksowego lasu łęgowego.
- plagioklimaks – to trwałe stadium rozwoju roślinności, powstające w wyniku zmiany kierunku lub zatrzymania sukcesji przez człowieka. Zmiana kierunku sukcesji prowadzi do plagioklimaksu różniącego się istotnie od klimaksu naturalnego dla danych warunków klimatycznych i glebowych. Natomiast przy zatrzymaniu sukcesji, plagioklimaks jest podobny do jednego z naturalnych stadiów sukcesji i po ustąpieniu zaburzenia sukcesja może być kontynuowana (np. koszenie łąk zatrzymuje sukcesję w kierunku lasu).
- postklimaks – to końcowe stadium sukcesji, różniące się od klimaksu klimatycznego siedliskiem chłodniejszym i wilgotniejszym niż przeciętne w klimacie danego regionu,
- preklimaks – to końcowe stadium sukcesji, różniące się od klimaksu klimatycznego siedliskiem suchszym i cieplejszym niż przeciętne w klimacie danego regionu.

## Poliklimaks
Alternatywna koncepcja poliklimaksu, zaproponowana przez została przez A. G. Tansleya w 1939 r., dopuszcza możliwość formowania się rozmaitych postaci klimaksu, zależnie od lokalnych warunków klimatycznych (klimaks klimatyczny), glebowych (klimaks edaficzny) i ukształtowania terenu (klimaks topograficzny). Podejście Tansleya jest bardziej realistyczne od klasycznej typologii Clementsa, ale opiera się na tych samych założeniach.
Teoria poliklimaksu powstała jako oczywista reakcja na monolityczny system Clementsa. W myśl tej teorii, w danym miejscu może być wyróżnionych wiele różnych biocenoz klimaksowych, odpowiadających klimaksowi określanemu przez wilgotność gleby, zawartość substancji pokarmowych w glebie, aktywność zwierząt i inne czynniki. Zwolennikiem tej koncepcji jest także Daubenmire (1966).
Rzeczywista różnica między tymi dwoma szkołami naukowymi (Clementsa i Transleya) jest związana ze skalą czasu, w jakiej mierzymy względną stabilność. W długim odcinku czasowym według teorii monoklimaksu, powstanie jedna klimaksowa biocenoza, która w końcu przełamie klimaksy edaficzne. Powstaje problem, czy czas powinniśmy rozpatrywać w skali geologicznej (dłuższy odcinek), czy ekologicznej (krótsza skala)? Z perspektywy czasu geologicznego, takie biocenozy jak lasy iglaste sklasyfikujemy jako stadium seralne w szeregu sukcesyjnym do lasu liściastego. Należy jednak przypomnieć, że klimat podlega fluktuacjom i nigdy nie jest stały. Dobrym tego przykładem są plejstoceńskie zlodowacenia, czy wahania klmatyczne ostatniego tysiąclecia, dobrze udokumentowane w przekazie historycznym. Tak więc stan równowagi nigdy nie może praktycznie być osiągnięty, bowiem biocenozę zawsze będzie kształtował klimat zmienny, a nie stały. Klimat zmienia się zarówno w skali czasu ekologicznego, jak i geologicznego. Sukcesja jest procesem ciągłym, ponieważ mamy do czynienia ze zmienną roślinnością współgrającą ze zmiennym klimatem.

## Układ klimaksowy
Whittaker (1953) zaproponował zmienioną wersję koncepcji poliklimaksu, w postaci hipotezy układów klimaksowych. Podkreślał on, że naturalna biocenoza jest przystosowana do całego systemu czynników środowiskowych – klimatu, gleby, pożarów, wiatru (czynniki abiotyczne) i czynników biotycznych (inne gatunki). Teoria monoklimaksu dopuszcza tylko jeden klimaks klimatyczny w danym rejonie, z kolei teoria poliklimaksu – kilka klimaksów, natomiast hipoteza układów klimaksowych dopuszcza istnienie kontinuum (ciągu) typów klimaksu, zmieniających się wzdłuż gradientów środowiskowych. Różne klimaksy nie dają się łatwo sklasyfikować w odrębne typy. Tak więc hipoteza układów klimaksowych jest rozwinięciem koncepcji kontinuum i podejścia gradientowego do badań roślinności (Whittaker 1953).
Klimaks jest postrzegany jako biocenoza w stanie równowagi, a tworzące ją populacje znajdują się w dynamicznej równowadze z gradientami środowiskowymi. Nie mówimy o klimaksie klimatycznym, ale o dominujących klimaksach, które są końcowym rezultatem oddziaływania klimatu, gleby, topografii i czynników biotycznych, a także takich jak pożary, wiatr, zasolenie i innych, w tym zdarzenia losowe. Na podobnych siedliskach w określonym rejonie powinny się wykształcić podobne biocenozy klimaksowe. W określonym miejscu powinien w ciągu kilkudziesięciu-kilkuset lat powstać na przykład las łęgowy lub bór suchy, o określonym składzie gatunkowym i strukturze nominacyjnej.

## Przykłady klimaksu
Dobry przykład wpływu czynników biotycznych na sukcesję roślinną można znaleźć na wyżynach północno-zachodniej Szkocji (Miles 1987). Wypasanie tam owiec powoduje eliminowanie drzew i sprzyja terenom trawiastym. Na tych szkockich wyżynach występuje kilka typów roślinności. Przy małej presji wypasania i braku pożarów panują warunki sprzyjające zadrzewieniom z sosną i brzozą. Przy większej presji wypasania i częstych pożarach jedynie zespoły trawiaste utrzymują się samodzielnie. Natomiast sytuacja, kiedy wypasanie jest umiarkowane, a pożary rzadkie, sprzyja zarówno zbiorowiskom z wrzosem zwyczajnym (Calluna vulgaris), jak i z orlicą pospolitą (Pteridium aquilinum). Na szkockich wyżynach nie ma jednego klimaksu klimatycznego, a zbiorowiska roślinne tworzą mozaikę, zmieniającą się pod wpływem zmian intensywności wypasania owiec i częstości pożarów. Do zbiorowisk tych najlepiej pasuje hipoteza układów klimaksowych Whittakera.
Kryterium wyróżniania biocenoz klimaksowych jest osiągnięcie stanu niezmienności biocenozy w czasie. Ze zrozumiałych względów łatwiejsze do obserwacji są rośliny i zbiorowiska roślinne. Teoretycznie pod uwagę należałoby wziąć bardzo długie odcinki czasu, ale dla potwierdzenia brakuje nam systematycznych obserwacji naukowych dla większości z przyjmowanych sekwencji sukcesji. Zakładamy na przykład, że na podstawie przestrzennych badań młodszych i starszych systemów wydm wokół jakiegoś jeziora możemy odtworzyć przebieg sukcesji w czasie. Jednakże zamiana sekwencji przestrzennych na sekwencje zachodzące w czasie może był błędna. Dlatego poszukuje się możliwości weryfikacji (falsyfikacji).
Do poszukiwania zmian w składzie gatunkowym biocenozy w lasach możemy wykorzystać skład podrostu, ponieważ w stanie stabilności duże drzewa muszą odtwarzać się w proporcji jedno do jednego. Zmiany zachodzące w lasach mogą być bardzo powolne. Lertzman (1992) badał w pobliżu Vancouver, w Kanadzie, płat lasu w piętrze górskim, 1100 m n.p.m. Płat ten nie był niszczony przez ogień od prawie 2000 lat, ale ciągle nie znajdował się w stanie równowagi, bowiem dominujące choiny nie odtwarzały się, podczas gdy młode osobniki jodły pojawiały się w podroście w ogromnej liczbie. Po upływie dwóch tysiącleci w miejscu tym nie doszło jeszcze do wykształcenia się roślinności klimaksowej.
Lasy klimaksowe stałyby się monokulturami, gdyby jeden gatunek był w stanie w pełni się odtwarzać i równocześnie wymieniać inne gatunki. Już w 1905 r. francuscy leśnicy przypuszczali, że w dziewiczych lasach poszczególne drzewa są z czasem zastępowane przez drzewa innych gatunków (Fox 1977). Proces ten nazywany jest „wzajemną wymianą” (zobacz też luki leśne), a jego dobrą ilustracją są lasy z bukiem i klonem cukrowym we wschodniej części Ameryki Północnej. Siewki buka występują przede wszystkim pod dużymi klonami cukrowymi, a siewki klonu cukrowego spotyka się głównie pod dużymi drzewami buka. Wzajemna wymiana jest jednym z mechanizmów utrzymywania się dwóch gatunków jako dominantów w biocenozach klimaksowych i jest dobrym przykładem zrównoważonego współżycia dwóch konkurencyjnych gatunków.
Niektóre biocenozy mogą się wydawać stabilne w czasie, a mimo to nie pozostawać w równowadze z czynnikami klimatycznym i glebowym. Przykładem jest  sytuacja, która nastąpiła po wybuchu epidemii choroby dzikich królików, myksomatozy, w Wielkiej Brytanii. Przed 1954 r. króliki występowały licznie na łąkach i pastwiskach. Myksomatoza zdziesiątkowała populację królików, a wynikające z tego zmniejszenie presji roślinożerców spowodowało dramatyczne zmiany w zbiorowiskach trawiastych (Thomas 1960, 1963). Najbardziej widoczną zmianą był wzrost liczebności roślin kwiatowych. Gatunki, których nie spotykano od lat, nagle pojawiły się w ogromnej liczbie. Nastąpił również wzrost liczebności siewek drzew, które były poprzednio zjadane przez króliki. Nikt nie potrafił przewidzieć tych skutków usunięcia królików.